# 新谷琇紀

MARINA（1976年制作）

新谷 琇紀（しんたに ゆうき、1937年7月26日 - 2006年8月31日）は、日本の具象彫刻家。

## 人物
「愛」をテーマに精緻で柔らかな作風を持つ。女性を中心とした人物像などを発表し、神戸市内などに野外彫刻として設置されている。
1937年7月、新谷英夫の長男として、兵庫県神戸市に生まれる。父を師として彫刻を始めた。兵庫県立御影高等学校、金沢美術工芸大学を卒業後、イタリアのローマへ留学し、エミリオ・グレコらに師事する。神戸女子大学で教授職の傍ら、彫刻家として作品を発表した。1971年12月28日、イタリア人のモナイ・パトリツィアとイタリアにて結婚。ほとんどの女性の彫刻はパトリツィアがモデルになっている。1973年に長女、1975年に二女が生まれ、二人が新谷彫刻研究所を引き継いだ。
2006年8月31日、肝不全のため69歳で死去。

## 受賞
- 半どんの会現代美術賞 1975年
- 神戸市文化奨励賞 1989年
- 神戸市文化賞 1999年
- 兵庫県文化賞 2002年[1]

## 作品と設置場所
- 「EVA」 1973年 - 兵庫県神戸市中央区楠町4 大倉山公園
- 「EVA」 1973年 - 兵庫県神戸市須磨区中島町1 下中島公園
- 「みどり」 1974年 - 兵庫県神戸市中央区楠町4 大倉山公園
- 「MARINA」 1976年 - 兵庫県神戸市中央区加納町6 東遊園地北側
- 「愛の献金」 1976年 - 神戸市須磨区須磨浦通5 山陽須磨駅前
- 「AMORE」 1978年 - 兵庫県神戸市北区鈴蘭台西町1 中畑山公園
- 「海の風」 1978年 - 兵庫県神戸市中央区港島2 北公園
- 「愛の献金」 1980年 - 兵庫県神戸市須磨区中落合2 須磨パティオ1番館北西角
- 「WOLFCUB」 1980年 - 兵庫県神戸市須磨区西須磨 須磨浦公園
- 「CONCORDIA」 1981年 - 兵庫県神戸市中央区雲井通5 神戸市中央区庁舎南東角
- 「ふれあい」（レリーフ、合作） 1981年 - 兵庫県神戸市中央区加納町6 東遊園地東側
- 「愛のモニュメント」 1981年 - 長野県上田市 美ヶ原高原美術館
- 「ALBA」 1985年 - 兵庫県神戸市中央区加納町5 三宮交差点北西角
- 「VITTORIA」 1987年 - 兵庫県神戸市中央区（ポートアイランド）
- 「PRIMAVERA」 1987年 - 兵庫県神戸市中央区（ポートアイランド）
- 「ALVA-3」 1987年 - 兵庫県神戸市中央区（ポートアイランド）
- 「SPERANZA」 1987年 - 兵庫県神戸市中央区（ポートアイランド）
- 「MANO D'AMORE」 1987年 - 兵庫県神戸市中央区（ポートアイランド）
- 「LEONE」 1989年 - 兵庫県神戸市中央区加納町1 神戸市営地下鉄新神戸駅改札外
- 「LEONE」 1989年 - 兵庫県神戸市北区山田町下谷上 しあわせの村宿泊館北側
- 「GIRL ON A DOLPHIN」 1993年 - 兵庫県神戸市中央区海岸通4
- 「希望の像」1993年　- 神戸市西区井吹台西町2 市立井吹台中学校
- 「ARIANA」 1993年 - 兵庫県神戸市中央区東川崎町1 デュオこうべ浜の手
- 「ACCO」 1993年 - 兵庫県神戸市中央区東川崎町1 デュオこうべ浜の手
- 「RAGAZZO」 - 兵庫県神戸市中央区楠町4 神戸市立中央体育館北側
- 「RAGAZZA」 - 兵庫県神戸市中央区楠町4 神戸市立中央体育館北側
- 「POSEIDON」 2000年 - 兵庫県神戸市兵庫区浜中町1 神戸市営地下鉄御崎公園駅改札内
- 「THALEIA」 2001年 - 兵庫県神戸市兵庫区金平町1 浜山あいあい広場
- 「PRIMAVERA」 - 兵庫県神戸市兵庫区御崎町1 みなと銀行西側
- 「AMORE」 2005年  - 兵庫県神戸市中央区加納町5 阪急三宮駅北側
- 「未来」 - 兵庫県南あわじ市福良 福良港
- 「豊穣」 - 兵庫県神戸市西区押部谷町高和 神戸市立農業公園
- 「MARINA-P」 - 兵庫県神戸市中央区下山手通5 兵庫県公館